# برنارد ديفلن
برنارد ديفلن هو كاتب سيناريو ومنتج أفلام ومخرج كندي، ولد في 2 سبتمبر 1923 في مدينة كيبك في كندا، وتوفي في 1983 في مونتريال في كندا.

## وصلات خارجية
- برنارد ديفلن على موقع IMDb (الإنجليزية)
- برنارد ديفلن على موقع قاعدة بيانات الأفلام السويدية (السويدية)
- برنارد ديفلن على موقع قاعدة بيانات الفيلم (الإنجليزية)
- برنارد ديفلن على موقع كينوبويسك (الروسية)